# Дункан, Джеффри
Дже́ффри Л. Ду́нкан (англ. Geoffrey L. Duncan) — американский бизнесмен и политик. 12-й вице-губернатор Джорджии. Был членом Палаты представителей Джорджии.
После игры в бейсбол в колледже за команду Georgia Tech Yellow Jackets, Дункан в течение шести лет играл в профессиональный бейсбол, пока из-за травмы плеча он не закончил карьеру. Он занялся бизнесом и был избран в Палаты представителей Джорджии в 2012 году.

## Бейсбол и карьера в бизнесе
Дункан учился в средней школе Чаттахучи в Альфаретте, штат Джорджия, и в Технологическом институте Джорджии. Он играл в бейсбол в колледже за команду Georgia Tech Yellow Jackets.
Он играл в Мировой серии колледжей 1994 года с Технологическим институтом Джорджии, проиграв в последнем раунде. Он играл в Малой лиге Бейсбола за команду Florida Marlins с 1996 по 2000 год, достигнув Triple-A, когда травма плеча положила конец его карьере. Дункан ушёл из бейсбола и занялся бизнесом.
После ухода из бейсбола Дункан стал главным исполнительным директором Wellview Health, компании, занимающейся здравоохранением.

## Политическая карьера
В 2012 году был избран в Палату представителей Джорджии.
10 апреля 2017 года Дункан объявил, что выставил свою кандидатуру на пост вице-губернатора Джорджии.
Он покинул Палату представителей Джорджии в сентябре 2017 года, чтобы сосредоточиться на своем выдвижении на пост вице-губернатора в 2018 году.
22 мая 2018 года Дэвид Шафер на праймериз республиканцев набрал большинство в виде 48,9%, а Дункан занял второе место с 26,6% голосов. Так как ни один из кандидатов на голосовании так и не получил абсолютного большинства голосов избирателей, выборы перешли во второй тур, который состоялся 24 июля 2018 года.
Однако второй тур голосования был сконцентрирован на деятельности Дэвида Шафера в Капитолии и на возникшем ряде неудобных этических вопросов, соприкасающихся с его личностью.
24 июля 2018 года стало известно, что Дункан победил Шафера, набрав при этом большинство в виде 50,16% голосов.
На всеобщих выборах он победил кандидата от демократической партии Сару Риггс Амико, заполучив поддержку почти 52% голосов, тем самым сумев избежать второго тура голосования.

## Личная жизнь
У Дункана и его жены Брук трое сыновей. Они живут в Камминге, штат Джорджия.